# 甘胺酸甜菜鹼
甘胺酸甜菜碱（英語：Trimethylglycine）是在19世紀時從甜菜中发现的一种生物碱，為最早發現之甜菜鹼。其示性式为(CH3)3N+CH2COO-。甜菜碱型物质可作为两性表面活性剂用于去污剂中。

## 結構和會進行的反應
甘胺酸甜菜鹼是N-甲基化之胺基酸，其為具有四級銨基團及羧基之兩性離子。此化合物之羧基在pH<4（即在大約pH<pKa+2)的情況下會部分質子化，而甘胺酸甜菜鹼行去甲基化反應會得到二甲基甘胺酸。

## 安全性
甘胺酸甜菜鹼對皮膚和眼睛具有刺激性。

## 外部連結
- USDA Database for the Choline Content of Common Foods （页面存档备份，存于） – including the data on choline metabolites, such as betaine, in 434 food items.